# Телерадио Гагаузии
Общественная Компания  Гагаузии «Телерадио-Гагаузия» (гаг. Gagauziya Radio Televizionu kulesi) — единственная в мире телерадиокомпания, транслирующая программы на гагаузском языке. Также вещает на русском и молдавском языках. (Остальные СМИ в Гагаузии работают главным образом на русском языке, также распространены молдавские СМИ и приём передач из Турции на близком к гагаузскому турецком).
Трансляции GRT осуществляются по одному телеканалу (с ретрансляцией на нём передач турецкого телеканала TRT) и одному радиоканалу «Gagauz Radiuosu», известному как «GRT-FM». (По отдельному радиоканалу гагаузская телерадиокомпания также ретранслирует TRT-FM) Спутниковой трансляции и вещания за рубеж не ведёт. Сайт в Интернете не функционирует.

## История
До 2007 года вещание GRT было весьма ограниченно, телевидение работало всего 30 минут в сутки и было доступно лишь на территории столичного Комратского района. Канал не имел технической возможности проведения прямых эфиров и собственных вещательных мощностей, арендуя их у молдавской национальной трансляционной сети.
Ситуация изменилась после того, как «Телерадио-Гагаузия» — GRT получило помощь в размере полумиллиона долларов от турецкого Агентства по развитию и сотрудничеству в качестве дара от народа Турции. На эти деньги в 2007 году на территории Гагаузии турецкими строителями были построены три трансляционных комплекса, включающие башенную конструкцию и передатчики для радио- и телевещания. В настоящее время собственное вещание GRT составляет 8 часов в сутки.